# Anastasio Cuschieri
Pour les articles homonymes, voir Cuschieri.
 (mars 2025).
La mise en forme du texte ne suit pas les recommandations de Wikipédia : il faut le « wikifier ».
Les points d'amélioration suivants sont les cas les plus fréquents. Le détail des points à revoir est peut-être précisé sur la page de discussion.
- Les titres sont pré-formatés par le logiciel. Ils ne sont ni en capitales, ni en gras.
- Le texte ne doit pas être écrit en capitales (les noms de famille non plus), ni en gras, ni en italique, ni en « petit »…
- Le gras n'est utilisé que pour surligner le titre de l'article dans l'introduction, une seule fois.
- L'italique est rarement utilisé : mots en langue étrangère, titres d'œuvres, noms de bateaux, etc.
- Les citations ne sont pas en italique mais en corps de texte normal. Elles sont entourées par des guillemets français : « et ».
- Les listes à puces sont à éviter, des paragraphes rédigés étant largement préférés. Les tableaux sont à réserver à la présentation de données structurées (résultats, etc.).
- Les appels de note de bas de page (petits chiffres en exposant, introduits par l'outil «  Source ») sont à placer entre la fin de phrase et le point final[comme ça].
- Les liens internes (vers d'autres articles de Wikipédia) sont à choisir avec parcimonie. Créez des liens vers des articles approfondissant le sujet. Les termes génériques sans rapport avec le sujet sont à éviter, ainsi que les répétitions de liens vers un même terme.
- Les liens externes sont à placer uniquement dans une section « Liens externes », à la fin de l'article. Ces liens sont à choisir avec parcimonie suivant les règles définies. Si un lien sert de source à l'article, son insertion dans le texte est à faire par les notes de bas de page.
- La présentation des références doit suivre les conventions bibliographiques. Il est recommandé d'utiliser les modèles {{Ouvrage}}, {{Chapitre}}, {{Article}}, {{Lien web}} et/ou {{Bibliographie}}. Le mode d'édition visuel peut mettre en forme automatiquement les références.
- Insérer une infobox (cadre d'informations à droite) n'est pas obligatoire pour parachever la mise en page.

Pour une aide détaillée, merci de consulter Aide:Wikification.
Si vous pensez que ces points ont été résolus, vous pouvez retirer ce bandeau et améliorer la mise en forme d'un autre article.
Anastasio Cuschieri (1876-1962) est un poète, homme politique et philosophe maltais.
Il a occupé la chaire de philosophie à l'université de Malte (1901-1939).

## Biographie

### Enfance et formation
Cuschieri est né à La Valette, sur l'île de Malte, le 27 janvier 1876. Il entre dans l'Ordre des Carmes le 25 avril 1891, à l'âge de 19 ans. La même année, il entame son cursus institutionnel en philosophie et en théologie à l'Université de Malte. Il prononce ses vœux le 28 août 1892. Après avoir terminé ses études universitaires en 1898, Cuschieri est ordonné prêtre et envoyé à Rome, en Italie, pour poursuivre des études de philosophie et de théologie à l'Université grégorienne des Jésuites. En 1901, il devient docteur en philosophie et docteur en théologie.

### Carrière

#### Chaire de philosophie
À son retour à Malte en 1901, Cuschieri est aussitôt nommé professeur de philosophie à l'Université de Malte. C'est là, un an plus tard, en 1902, qu'il obtient la chaire de philosophie, fonction qu'il occupa pendant trente ans. Durant cette période, tout en enseignant la philosophie à l'université, en tant qu'orateur doué, il est fréquemment appelé à intervenir auprès de diverses assemblées et il est particulièrement apprécié dans le registre des discours religieux. Il est choisi à deux reprises pour exercer la responsabilité de supérieur provincial des Carmes de Malte (1906-1910 ; 1913-1916).

#### Poésie
Sur le plan culturel, Cuschieri est profondément amoureux de la langue italienne et de la culture latine. Pendant de nombreuses années, il fait partie du jury des examinateurs en langue et littérature italiennes. Nombre de ses premiers poèmes sont écrits en italien et il continue à composer des poèmes italiens raffinés durant toute sa vie. Un recueil de ceux-ci est paru dans Poeti Maltesi d'Oggi d'Oreste Tencajoli (Rome, 1932). Toutefois, Cuschieri compose également des poèmes d'une grande acuité en langue maltaise, surtout à partir de 1909 (après y avoir été chaleureusement encouragé par Napoléon Tagliaferro). Il publie ceux-ci dans divers périodiques culturels et religieux. En raison de ses magnifiques poèmes faisant l'éloge de la langue maltaise, il gagne le nom de il-poeta tal-kelma Maltija (le poète de l'idiome maltais). Cependant, dans les cercles religieux, il est également connu sous le nom de il-poeta tal-Madonna (le poète de la Sainte Vierge).

#### Politique
Cuschieri s'implique également dans la politique. Ses premiers engagements sont en lien avec son amour pour la culture latine et, avec d'autres, il décide que la culture de Malte doit être définie en termes latins plutôt qu'anglais. Un motif d'opposition avec le gouvernement colonial britannique protestant de Malte. Son engagement politique revêt aussi une dimension sociale prononcée. En 1921, alors que son activité politique prenait de l'ampleur, il fut encouragé par une visite à Malte du jésuite Charles Plater à accepter l'invitation de l'Unione Cattolica San Giuseppe (Syndicat des travailleurs catholiques de Saint-Joseph) à devenir le premier directeur d'un cercle d'études dont l'objectif était de donner accès aux ouvriers à l'éducation. Cet organisme a été pensé par l’Église catholique pour éloigner les ouvriers des enseignements et de l’action socialistes. Cela correspondait avec les idées politiques conservatrices de Cuschieri.
Après 1921, l'engagement politique de Cuschieri se poursuit. L'arrivée au pouvoir de Benito Mussolini en Italie en 1922 le fait se tourner - comme beaucoup d'autres à Malte - vers le fascisme avec une fascination et un attrait croissants. Comme beaucoup d'autres néo-thomistes, Cuschieri voit une grande congruence entre la position philosophique des scolastiques et la philosophie italienne du fascisme. Cuschieri devient au fil du temps ouvertement fasciste, ce qui est reconnu comme avéré aussi bien à Malte qu'en Italie. En 1932, il est élu au Parlement sous la bannière du Parti nationaliste pro-italien (mais jamais officiellement fasciste) comme représentant des diplômés universitaires.

#### Philosophie
Cuschieri était un fervent défenseur du  scolasticisme aristotélico-thomiste. Tout au long de sa vie, par formation et par vocation, il a toujours fait partie de la branche orthodoxe de cette école. Bien qu'il fût versé dans les écrits et les doctrines de Thomas d'Aquin, il n'a jamais nourri ni cultivé un esprit entièrement spéculatif, même s'il semble avoir été tout à fait capable de subtilités et de distinctions absconses. Toutefois, son inclination personnelle le porte surtout vers l'application des principes thomistes et scolastiques, en particulier pour répondre aux besoins de son public dans les domaines pastoraux.
À sa manière, et même idéologiquement, Cuschieri fait en quelque sorte partie du mouvement néo-thomiste qui s'est développé après le pontificat du pape Léon XIII, qui a donné une grande impulsion, principalement pour des raisons politiques, au mouvement. Tout cela prend fin avec la Seconde Guerre mondiale, jusqu'à laquelle les scolastiques thomistes entretinrent une sorte de relation amoureuse avec le fascisme, qui convenait très bien à Cuschieri.

### Les dernières années
Après la chute du fascisme et la fin de la guerre, Cuschieri poursuit son travail pastoral et académique. Tout au long de sa vie, il a aimé le sport, en particulier le football. Néanmoins, en grandissant, il préfère jouer au billard, notamment au sein du Civil Service Sports Club dont il est membre. Il aime également fréquenter ses amis, en particulier les membres de l'Akkademja tal-Malti (Académie de la langue maltaise), et discuter de l'actualité, de la littérature et de la philosophie.

### Décès
Le 15 août 1959, Cuschieri subit un grave revers de santé. Il reste alité au couvent des Carmélites de La Valette et devient progressivement paralysé. Sa maladie et ses souffrances durent trois ans. Le 17 juillet 1962, il reçoit les derniers sacrements et huit jours plus tard, le 25 juillet 1962, il décède.

## Œuvre
Un recueil de poésie de Cuschieri a été publié en 2012. En dehors de ses poèmes, Cuschieri a très peu publié de son vivant. Néanmoins, il a laissé un grand nombre de manuscrits. Ceux-ci ont été versés aux archives des Carmélites de La Valette. La plupart d'entre eux ont été dactylographiés par Cuschieri lui-même, et parfois annotés de sa propre main. Tous sont en italien. Les écrits qui contiennent un contenu philosophique (c'est-à-dire en dehors des essais purement religieux ou dévotionnels) sont les suivants :

### Publications
- 1905 – Di alcune proprietà del genio (Sur certaines propriétés de l'intellect). Un article en italien publié dans Malta Letteraria discutant des propriétés et des fonctions scolastiques du raisonnement humain.
- 1913-1915 – Trois articles en italien publiés dans la Rivista di Filosofia Neo-Scolastica italienne[réf. nécessaire] :
  - A proposito del problema criteriologico (A propos du problème critériologique).
  - Il problema criteriologico o il problema ontologique (Le problème critériologique ou le problème ontologique).
  - A proposito di soluzioni e problemi (Au sujet des solutions et des problèmes).

Les articles ont été rédigés en réponse et en opposition à l'idéalisme de Benedetto Croce concernant les critères de vérité (ou « critériologie », comme les appelaient les scolastiques). Les compositions ont été soumises à l'examen minutieux de scolastiques tels qu'Angelo Pirotta et d'autres poids lourds thomistes étrangers.
- 1915 – In Morte di Napoleone Tagliaferro (Sur la mort de Napoleon Tagliaferro). Un pamphlet de 16 page en italien publié à Malte (Daily Malta Chronicle) qui reproduit une conférence donnée par Cuschieri à la aula magna de l'Université de Malte le 4 novembre 1915, lors d'une cérémonie de commémoration du l'archéologue, philologue, mathématicien, et écrivain Napoleon Tagliaferro, peu après son décès. Cuschieri met l'accent sur l'amour de la patrie.
- 1919 – Per la Messa Novella di Goffredo Lubrano (Pour la première messe de Goffredo Lubrano). Un pamphlet de 17 pages en Italian publié à Malte (Scuola Tip. Salesiana, Sliema) qui retranscrit le discours de Cuschieri dans l'église paroissiale de Senglea le 21 September 1919, à l'occasion de la première messe du docteur en droit nouvellement ordonné Goffredo Lubrano. Le principal thème de ce discours était sur l'importance de l'engagement des chrétiens auprès des pauvres et des opprimés.

### Manuscrits
Non datés
- - Cittadino del secolo vigesimo (Citoyens du XXème siècle).
  - Doveri dell'uomo (Devoirs de l'homme)[réf. nécessaire].
  - I benefici della scienza nei riguardi della maternità (Les bénéfices de la science en rapport avec la maternité).
  - Il cielo o la terra? (Le Ciel ou la Terre ?)[réf. nécessaire].
  - Il concetto logico secondo S. Tommaso e Benedetto Croce (Le concept logique selon St. Thomas d'Aquin et Benedetto Croce).
  - Il dogma dell'Immacolata (Le dogme de l'Immaculée Conception).
  - Il dovere (Le devoir).
  - Il proprio dovere (Le devoir d'état)[réf. nécessaire].
  - La conversione di un'anima (La conversion d'une âme).
  - La lega (La ligue).
  - La materia e lo sprito (La matière et l'esprit).
  - La realtà della metafisica contro E. Kant (La réalité de la métaphysique selon E. Kant).
  - La scelta delle lingue (Le choix des langues).
  - La storia e la lotta della vita (L'histoire et la lutte de la vie).
  - Le tentazioni (Les tentation).
  - Malta Cattolica (Malte catholique).
  - Massabielle (Massabielle)[réf. nécessaire].
  - Pace, Pace (Paix, paix).
  - Panigirico del naufragio di S. Paolo (Oraison pour le naufrage de St. Paul).
  - Povera vita dell'uomo! (Pauvre vie de l'homme).
  - Resistere e combattere (Résister et combattre).
  - Una parola d'amore (Une parole d'amour).
  - Una vita felice (Une vie heureuse).

Datés
- - 1909 – Il dovere della prova (Le devoir d'essayer).
  - 1910 – Dopo la laurea (Après l'obtention du diplôme).
  - 1921 – Solenne incoronazione della Vergine detta volgarmente la Bambina (Intronisation solennelle de la Sainte Vierge communément appelée l'Enfant).
  - 1922 – Inaugurazione della lapide a Fortunato Mizzi (Inauguration de la plaque en l'honneur de Fortunato Mizzi).
  - 1927 – Inaugurazione della Terza Legislatura (Inauguration de la Troisième Législature).
  - 1932 – Inaugurazione del monumento a Fra Diego (Inauguration du monument à Fra Diego).

### Sources
- Mark Montebello, Il-Ktieb tal-Filosofija f'Malta [« A Source Book of Philosophy in Malta »], Malta, PIN Publications, 2001 (ISBN 9789990941838)
- Mark Montebello, 20th Century Philosophy in Malta, Malta, Agius & Agius, 2009
- Mark Montebello, Malta's Philosophy & Philosophers, Malta, PIN Publications, 2011 (ISBN 9789993291466)